# 2021年马来西亚联邦政府财政预算案
《2021年马来西亚联邦政府财政预算案》是马来西亚财政部时任部长东姑赛夫鲁于2020年11月6日提呈到马来西亚国会下议院的2021年度马来西亚联邦政府财政预算案。本次财政预算案的总预算为3225亿4000万令吉，预计财政赤字为6%。
本次财政预算案涵盖四大主题，即「关怀人民、推动经济、可持续生活和提升公共服务传递」。

## 立法时间线
| 日期           | 机构       | 事件 |
| -------------- | ---------- | --- |
| 2020年11月6日  | 国会下议院 | 财政部长拿督斯里东姑赛夫鲁在国会下议院提呈《2021年财政预算案》。                                                                                         |
| 2020年11月26日 | 国会下议院 | 《2021年财政预算案》二读在13名国会议员发起记名投票的反对下，因未达到15名的反对门槛，成功以声浪方式通过二读。                                             |
| 2020年11月30日 | 国会下议院 | 首相署的财政预算案记名投票以105赞成，95反对通过 财政部的财政预算案记名投票以106赞成，95反对通过                                                          |
| 2020年12月1日  | 国会下议院 | 外交部的财政预算案以声浪表决通过 国家团结部的财政预算案以声浪表决通过 种植及原产业部的财政预算案记名投票以108赞成，95反对通过                            |
| 2020年12月2日  | 国会下议院 | 农业及食品工业部的财政预算案以声浪表决通过 乡区发展部的财政预算案以声浪表决通过 能源及天然资源部的财政预算案以声浪表决通过                               |
| 2020年12月3日  | 国会下议院 | 国际贸易及工业部的财政预算案记名投票以110赞成，104反对通过 国内贸易及消费人事务部的财政预算案以声浪表决通过 企业及合作社发展部的财政预算案以声浪表决通过 |
| 2020年12月7日  | 国会下议院 | 交通部的财政预算案记名投票以109票赞成，94票反对通过 工程部的财政预算案以声浪表决通过 科艺部的财政预算案以声浪表决通过                                    |
| 2020年12月8日  | 国会下议院 | 旅游部的财政预算案记名投票以109票赞成，96票反对通过 妇女部的财政预算案以声浪表决通过 环境部的财政预算案以声浪表决通过                                    |
| 2020年12月9日  | 国会下议院 | 卫生部的财政预算案以声浪表决通过 房屋部的财政预算案记名投票以106赞成，96反对通过                                                                         |
| 2020年12月10日 | 国会下议院 | 通讯部的财政预算案记名投票以107票赞成，100票反对通过 青体部的财政预算案以声浪表决通过 人资部的财政预算案以声浪表决通过                                   |
| 2020年12月14日 | 国会下议院 | 联邦直辖区的财政预算案记名投票以110票赞成，7票反对通过 国防部的财政预算案以声浪表决通过                                                                  |
| 2020年12月15日 | 国会下议院 | 教育部的财政预算案以声浪表决通过 高教部的财政预算案以声浪表决通过 2021年财政预算案三读以111票赞成，108票反对，在下议院获得通过。                         |
| 2020年12月23   | 国会上议院 | 财政部第二副部长莫哈末沙哈提呈《2021年财政预算案》在国会上议院三读通过                                                                                   |

## 财政预算案概要[6]

### 公务员津贴类
为了提升公务员的福利，政府同意提升公务员津贴：
- 为56级别以下的公务员，派发600令吉的特别援助。

- 对于政府退休人员和无退休金的退伍军人，政府将发出300令吉的特别财务援助金。

- 4万名曾获“国家英雄功勋奖章”的退休警员，也将获得500令吉的一次性援助。

- 1,900名辅助消拯员的津贴，从原有的每小时6令吉提升至8令吉。

- 公务员房屋贷款局（LPPSA）的新贷款者，在2021年至2022年享有10万令吉的免费人身意外保险计划。

- 拨款3亿1000万令吉，为公务员兴建房屋。

- 政府拨款3000万令吉，在政府建筑物如医院，建设托儿所。

### 房屋发展类

#### 免除印花税
- 从2021年起至2025年12月31日，够买首屋房价不超过50万令吉，买卖与贷款合约印花税全免。

- 延长豁免购买搁置房屋计划的印花税，从2021年1月1日至2025年12月31日。

#### 可负担房屋
- 拨款12亿令吉，为低收入群兴建舒适及有品质的房屋，包括以下部分。

- 增加人民房屋计划拨款达5亿令吉，以兴建1万4000间人民房屋。拨款3亿1500万令吉给国家房屋公司（SPNB），以兴建3000间人民房屋。

- 拨款1亿2500万令吉以兴建廉价及中价组屋，同时也充作修复废弃房屋，及遭天灾破坏的房屋经费。

### 社会发展类
- 拨款27亿令吉做为乡区发展，拉近城乡距离。

- 拨款1亿7000万令吉予社会发展局，以用作学前教育计划。

- 大马监狱局将获得2000万令吉拨款，以执行人才发展计划，如为囚犯提供技职教育。

- 社区康复组织（Pertubuhan Pemulihan Dalam Komuniti）的薪资将分别提高至1500令吉及1200令吉。

- 家庭服务计划（Program Khidmat Bantu di Rumah）下的志工奖励将从150令吉提高到400令吉，客户奖励将从30令吉提高到80令吉。

- 为妇女商人提供总额9500万令吉的特别微型融资计划（Pembiayaan Mikro Kredit Khas）。

- 政府将拨款14亿令吉，用作伊斯兰发展项目。

- 拨款3,500万令吉给大马医疗旅游理事会（MHTC），发展医疗旅游景点，以提升本地医疗旅游的竞争力。

- 拨款5000万令吉，应对国内河流的垃圾和固体废料问题。

#### 通讯与数码服务
- 拨款1亿5000万令吉予马来西亚网上购物计划（Shop Malaysia Online），通过主要电子商务平台鼓励网购。

- 发放5000万令吉提升大马研究与教育网络（MYREN）网速，从500Mbps至10Gbps。

- 通讯及多媒体委员会将在2021年和2022年拨款74亿令吉推广网络服务。

- 为了顺应线上学习新常态，政府将拨款5亿令吉推动国家数码网络计划（JENDELA），促进全国各州430所学校的网络覆盖。

### 公共教育类
马来西亚教育部继续获得最大笔拨款，即504亿令吉：
- 发放4亿2000万令吉改善食物辅助计划（RMT），把牛奶供应的每周2次改为每个上学日。

- 发放8亿令吉来维修及改善政府学校及政府资助学校。

- 额外发放7亿2500万令吉提升50所残旧学校的建筑物及基础建设；沙巴及砂拉越乡区学校，将执行184个工程，总值1亿2000万令吉。

- 发放4500万令吉加强特殊教育。

- 发放144亿令吉给高教部，包括5000万令吉修复政府大学的残旧基建及器材。

- 与国家储蓄银行提供1亿令吉推行手提电脑贷款计划，以确保获得高等教育基金局（PTPTN）贷款的大专生能参与线上学习。

- ·通过国家教育储蓄计划（SSPN）为孩子高等教育费用储蓄的父母享有高达8000令吉扣税额，直到2022年课税年。

- 发放60亿令吉给技职教育与培训（TVET）。

- 通过技能发展基金（PTPK）为政府及私人技能培训机构的2万4000名学员提供贷款，拨款从增加1亿令吉，至3亿令吉。

- 推出Plus国家双重培训系统，每月津贴从625令吉增至1000令吉。此倡议涉及6000万令吉拨款，1万名参与者受惠。

- 发放2900万令吉推行高教部旗下的技职教育与培训计划，包括伊斯兰教育终生学习。

### 税收类
- 香烟及电子烟征收10％国产税及每毫升电子烟液体或凝胶征税40仙，同时也向在免税区的香烟征税。此项措施将自2021年1月1日起实施。

- 为鼓励外国人接受本国私人医疗服务，同时提高高价值的医疗旅游，将全面豁免增值服务税。

- 收入介于5万01令吉至7万令吉的人士的所得税率将下降1%。

### 就业类

#### 企业家与雇主
- 通过社会保险机构，持续提供职业振兴计划（PenjanaKerjaya），并加码以鼓励雇主聘雇本地劳工。

- 为援助橡胶小园主，橡胶生产奖掖的拨款将倍增，即从1亿5000万令吉增至3亿令吉。

- 薪资补贴计划将再延长三个月；旅游业包括零售业，薪资4000令吉及以下的员工将获得600令吉补贴，每家公司的申请额，可从200人增加到500人。

- 聘雇建筑及园丘领域的雇主，如果转为聘请本地员工，则可以每月获薪资40%津贴，外加20%的员工薪资津贴，同样最多为期半年。

- 聘雇大学毕业实习生3个月的雇主，将可享有政府所提供，每人每月1,000令吉的实习补贴，雇主也可申请高达4,000令吉。

- 为员工提供技能升级培训的雇主，其津贴从RM4,000增加至RM7,000。

- 雇员月薪1,500令吉以上者，雇主每月可申请薪资40%津贴（上限为每月4,000令吉），最多为期半年。

- 聘雇伤健人士（OKU）的雇主，每月可申请薪资60%津贴，同样最多为期半年。

#### 雇员
- 推出“就业保障计划”（JanaKerja），为国人准备50万个新工作机会；拨款37亿令吉为待业者提供培训计划。

- 政府将推出“短期雇用计划”(MySTEP)，拨款7亿令吉拨款，在公共领域及官联公司提供5万个合约工作机会。

- 将耗资5,000万令吉为8,000名航空公司职员，提供再培训和就业机会。

### 旅游与文化

#### 旅游拨款
- 预计雇用500名本地人和原住民，担任国家公园的生态旅游导览员。

- 拨款5,000万令吉翻新与维修全国的旅游景点。

- 拨款1,000万令吉来维修苏丹阿都沙末（Sultan Abdul Sama）大厦和国家迎宾馆（Carcosa Seri Negara）。

- 拨款2,000万令吉款项，用来提升与推广登嘉楼、马六甲、砂拉越、森美兰州的文化保留村。

### 交通类
政府将延续30令吉月票的措施，扩展到槟城与彭亨州关丹：
- 小学生与残疾人士获5令吉月票，无限乘搭电动火车，受惠区域包括巴生谷、北马、立碑与道北跨城火车，以及沙巴保佛与丹南铁道。

- 在加央、芙蓉、怡保、瓜登推出的短程巴士服务，将拓展到新山、古晋、亚庇及关丹，拨款额达1亿5000万令吉。

- 2021年起至2022年12月31日，添购巴士获得销售税减免。

- 允许大马道路档案系统（MARRIS）的资金使用顶限提升至20%或5000万令吉。
- 政府将继续拨款泛婆罗洲大道、金马士至新山双轨电动火车，以及第一阶段巴生河流域双轨火车项目。

### 公积金类
政府允许雇员公积金缴纳者提款：
- 雇员公积金缴纳率将从2021年1月起从11%下调至9%，为期12个月。

- 政府允许缴纳者每月从第1户头提取500令吉，为期12个月共6000令吉。

- 公积金局将允会员提出第二户口(Akaun 2）存款，为自己及家人购买获得该公积金局批准的人寿严重疾病保险。

### 关怀援助金类
以人民关怀援助金（BPR）替代生活援助金（BSH）：
- 月收少于2500令吉家庭和拥有一名孩子，可以获得1200令吉援助金。拥有两名或以上孩子的家庭可获得1800令吉援助金。

- 月收介于2501至4000令吉和拥有1名孩子的家庭，可获得800令吉援助金，而拥有两名或以上孩子的家庭可获得1200令吉。

- 月收介于4001至5000令吉的家庭也受惠，拥有1名孩子的家庭可获得500令吉，有两名和以上孩子的家庭则是750令吉。

- 月收入2500令吉以下的单身者可获得350令吉。受惠的年龄资格也下调至21岁，之前为40岁。

- 月收少于2500令吉家庭和拥有一名孩子，可以获得1200令吉援助金。

### 国民保险类
政府扩张mySalam计划，包括给予药物费用赔偿，扩张到B40群体的社会关怀：
- B40群体将获50令吉礼券以购买”Perlindungan Tenang“产品，包括个人人寿及意外保险。

- 所有“Perlindungan Tenang”产品也享有不超过100令吉的印花税折扣，长达5年至2025年。

### 社会福利援助金类
为改善弱势群体的福利，政府同意提高每月的福利援助金：
- 没有工作能力的残障人士援金由250令吉提高至300令吉。

- 乐龄人士援助及残障人士和卧床病患的看护援金由350令吉提高至500令吉。

- 残障人士员工补贴由400令吉提高至450令吉。

- 贫穷家庭孩童援金由每一名7至18岁孩子的100令吉提高至150令吉，每户家庭最高450令吉，或是每一名6岁及以下的孩子，则是提高至200令吉，每户家庭最高1000令吉。

- 这方面的拨款达22亿令吉，也就是增加7亿令吉并让40万人受惠。

### 医疗与卫生类
政府承诺为国人提供新冠疫苗，将拨款30亿令吉购买疫苗：（有争议）
- 拨款10亿令吉应对第三波新冠疫情。

- 延长私人医药服务出口所得税减免至2022年。

- 在所得税方面，个人、配偶或孩子严重疾病税务减免折扣6000令吉提高至8000令吉。

- 身体检查回扣500令吉提高到1000令吉，这包括流感疫苗、冠病疫苗在内的疫苗注射，也可以获得个人所得税回扣。

- 照顾父母及医药税务减免从5000令吉提高至8000令吉。

- 政府也会拨款9000万令吉推行为儿童注射肺炎链球菌疫苗（ Pneumococcal Vaccine）注射。

- 政府也将提高个人、配偶及子女的医疗费用的税务减免，减免数额介于6000令吉至8000令吉。

- 拨款2400万令吉解决人民压力问题，同时加强精神健康活动、预防暴力、预防伤害及预防滥用药物。

注：新冠病毒防疫的开销，占2021年财案总开销的5.3%。

### 体育
- 拨款1亿300万令吉，作为兴建、提升和保养国家体育设施。

- 拨款1500万令吉发展电子竞技、另拨款4000万令吉用作钩球、橄榄球、羽球、脚车运动和女性运动员发展。

## 政府部门分配
| 拨款增加部门 |            |                |                |                      |
|              | 部门       | 2020年（令吉） | 2021年（令吉） | 增幅                 |
| 1.           | 交通部     | 36亿1405万     | 60亿5243万     | 24亿3838万（67.47%） |
| 2.           | 财政部     | 135亿8244万    | 186亿6988万    | 50亿8744万（37.45%） |
| 3.           | 通讯部     | 19亿5142万     | 23亿9277万     | 4亿4135万（22.62%）  |
| 4.           | 首相署     | 106亿2784万    | 116亿9340万    | 10亿6556万（10.02%） |
| 5.           | 原产业部   | 6亿7014万      | 7亿2939万      | 5925万（8.84%）      |
| 6.           | 房屋部     | 49亿7357万     | 53亿6895万     | 3亿9538万（7.95%）   |
| 7.           | 能源部     | 19亿9565万     | 21亿0276万     | 1亿0711万（5.36%）   |
| 8.           | 贸消部     | 10亿9845万     | 11亿5125万     | 5280万（4.8%）       |
| 9.           | 妇女部     | 24亿7337万     | 25亿8455万     | 1亿1118万（4.5%）    |
| 10.          | 乡区发展部 | 97亿5946万     | 101亿9073万    | 4亿3127万（4.42%）   |
| 11.          | 卫生部     | 306亿1708万    | 319亿4150万    | 13亿2442万（4.33%）  |
| 12.          | 科艺部     | 8亿9763万      | 9亿3542万      | 3779万（4.21%）      |
| 13.          | 企业发展部 | 5亿2981万      | 5亿4875万      | 1894万（3.57%）      |
| 14.          | 高教部     | 140亿1408万    | 144亿0383万    | 3亿8975万（2.78%）   |
| 15.          | 旅游部     | 11亿0989万     | 11亿4045万     | 3056万（2.75%）      |
| 16.          | 国防部     | 155亿7988万    | 158亿6059万    | 2亿8071万（1.8%）    |
| 17.          | 人资部     | 12亿8034万     | 12亿8826万     | 792万（0.62%）       |
| 18.          | 教育部     | 501亿0818万    | 503亿5849万    | 2亿5031万（0.5%）    |

| 拨款削减部门 |              |                |                |                     |
|              | 部门         | 2020年（令吉） | 2021年（令吉） | 降幅                |
| 1.           | 贸工部       | 16亿1081万     | 12亿0623万     | 4亿0458万（25.12%） |
| 2.           | 联邦直辖区部 | 12亿7092万     | 9亿5677万      | 3亿1415万（24.72%） |
| 3.           | 青体部       | 11亿5519万     | 9亿4058万      | 2亿1461万（18.58%） |
| 4.           | 工程部       | 80亿3282万     | 73亿4847万     | 6亿8435万（8.52%）  |
| 5.           | 环境部       | 37亿2196万     | 34亿7472万     | 2亿4724万（6.64%）  |
| 6.           | 外交部       | 8亿1776万      | 7亿7791万      | 3985万（4.87%）     |
| 7.           | 团结部       | 4亿4082万      | 4亿2328万      | 1754万（3.98%）     |
| 8.           | 农业部       | 48亿9800万     | 47亿9042万     | 1亿0758万（2.19%）  |
| 9.           | 内政部       | 169亿2818万    | 168亿5239万    | 7579万（0.44%）     |

## 其他
2020年11月6日，国盟财政部长东姑赛夫鲁在马来西亚国会下议院提呈《2021年马来西亚联邦政府财政预算案》，为国民联盟执政后首次提出的法案。由于财政预算案一旦不获通过，慕尤丁领导的国盟政府就必需解散，提前举行全国大选，以重新组成新政府。慕尤丁同时也受到盟友国阵巫统和反对党希望联盟的逼宮，该财政预算案也被视为是攸关首相慕尤丁和国盟政权的命运。经过多次与国阵巫统和其它盟党的谈判和修改财政预算案后，慕尤丁得到了国盟后座议员力挺预算案在国会获得通过，同时，他们也全力支持慕尤丁继续成为国盟政府的首相。
反对党希望联盟自财政预算案提呈国会下议院后，多次高调反对和针对国盟提呈的财政预算案的各种问题，表示反对党不会支持这份对民间社会不公平的预算案。11月26日，《2021年马来西亚联邦政府财政预算案》进行二读投票阶段时，包括前首相马哈迪和其儿子慕克里的祖国斗士党4名，國家誠信黨6名，民主行动党和人民公正黨以及砂全民团结党（PSB）各1名国会议员在内的13名国会议员站起身发动记名投票，以示反对财政预算案的通过，但因为未达15人反对的门槛，导致发动记名投票失败。原因是希盟主席安华·依布拉欣在最后关头下指示，要求希盟议员不要支持记名投票。最终财政预算案成功以声浪方式通过二读阶段，慕尤丁在财政预算案通过后发表声明，感谢所有国会议员的支持。最高元首苏丹阿都拉感激国会议员遵循其于10月28日给予支持财政预算案的劝告。
希望联盟各党魁随着遭到自身党员以及其支持者、净选盟和民间团体炮轰欺骗民意，批评的团体皆同声表示对希望联盟在最后的决定感到失望。行动党组织秘书陆兆福捍卫不支持记名投票决定，强调希望联盟是因为未全盘否决财政预算案，将会在委员会的阶段才反对特定部门的拨款分配。他也向对这决定感到失望的批评者公开道歉。
民主行动党资深领袖林吉祥指出预算案二读表决前一刻，国会反对党领袖安华突然决定不要求记名投票，本身事前完全不知情。他推测是因为最高元首的劝告和财政部长东姑扎夫鲁在总结演讲时，宣布了多项额外优惠，才导致安华作出上述决定。诚信党通讯主任卡立阿都沙末坦诚，在财政预算案表决前，该党国会议员没有接获不支持记名投票的通知，因此才会出现该党6名国会议员站起身发动记名投票的情形。他也批评《2021年财政预算案》是场闹剧，充满了谎言和欺骗。
行动党社青团总秘书郑鸿杰要求安华必须就判断失误向人民及盟友公开道歉。行动党中委兼雪州行政议员邓章钦二度在面子书撰文，不满党领导层没有勇敢站出来承担后果，反而推出五、六号人物当稻草人去受箭：「如果在国会没站立起来反对，别在面子书上告诉众人反对，真丢脸」。诚信党雪邦国会议员哈尼巴指出，《2021年财政预算案》以声浪通过二读，不只是希盟支持者失望，许多希盟的国会议员同样失望。努鲁依莎联同公正党新山国会议员阿克玛和巴西古当国会议员哈山卡林发表联合文告时直言：“我们原本准备好要否决财案的，但最后一分钟收到指示，根据惯例，我们必须遵循党纪。”表示对领导层要求让财案通过的指示深感失望。马哈迪领导的祖国斗士党批评安华选择支持由贪污和贿赂议员组成的后门政府是背弃选民的承诺。其党员指责安华的决定是背叛选民，已沒资格当反对党领袖。部分网民对此揶揄反对党领袖安华是国阵的奴仆，要求他请辞和向公众道歉。
安华解释此举是为了让国会议员可以仔细研究财政部长的宣布，国会议员有权质询拨款的详情如额外的拨款用在何处，以及从哪个部门削减拨款、预算案的真实开销以及国家财务现况。

## 备注
1. ↑  国会下议院共有220名议员(两名议员去世)，其中有72名国会议员缺席投票。由于不满議会允许因接觸過新冠病毒患者而正在隔离中的3名国会议员穿保护衣出席参与投票，33名反對黨议员在抗议不果后集体离席，拒绝投票。[4][5]